# Dieter Ullmann
Dieter Ullmann (* 12. Mai 1934 in Apolda; † 4. Dezember 2022 in Berlin) war ein deutscher Physiker und Physikhistoriker.

## Leben
Nach dem Abitur 1952 studierte Ullmann bis 1958 Physik an der Friedrich-Schiller-Universität Jena. Danach war er bis 1963 wissenschaftlicher Assistent am Theoretisch-Physikalischen Institut dieser Universität. In der Diplomarbeit 1958 und der Dissertation 1963 bei Kurt Schuster beschäftigte er sich mit der Wechselwirkung von Strömung und akustischer bzw. magnetoakustischer Welle. Nach einer kurzen Wirksamkeit von 1963 bis 1965 als Dozent am Lehrstuhl Physik der Pädagogischen Hochschule Erfurt ging er bis 1992 zur Akademie der Wissenschaften der DDR nach Ost-Berlin, war zunächst bis 1978 wissenschaftlicher Redakteur für Mechanik, Elastomechanik und Strömungsmechanik am Referateorgan Zentralblatt für Mathematik und ihre Grenzgebiete und danach bis 1997 wissenschaftlicher Redakteur für alle Gebiete der Mechanik bei der Redaktion der Zeitschrift für angewandte Mathematik und Mechanik (ZAMM), die ab 1992 am Institut für Mathematik der Universität Potsdam angesiedelt war.
Seit den 1970er Jahren betrieb Ullmann Forschungsarbeit auf dem Gebiet der Geschichte der Akustik, insbesondere zum Werk von Ernst Florens Friedrich Chladni und zur Geschichte der Raumakustik. 

## Schriften (Auswahl)
- Die ersten Messungen der Schallgeschwindigkeit in Luft und das Schallortungsverfahren von Jonas Meldercreutz. Akademie der Wissenschaften der DDR, Inst. für Mechanik, Berlin 1981.
- Ernst Florens Friedrich Chladni (= Biographien hervorragender Naturwissenschaftler, Techniker und Mediziner. Bd. 65). B. G. Teubner Verlagsgesellschaft, Leipzig 1983.
- Kirchen in und um Apolda. Wartburg Verlag, Weimar 1991, ISBN 3-86160-015-3.
- Chladni und die Entwicklung der Akustik von 1750–1860 (= Science Networks. Historical Studies. Bd. 19). Birkhäuser, Basel/Boston/Berlin 1996, ISBN 3-7643-5398-8.
- Die Entwicklung der Raumakustik im 19. Jahrhundert. In: Sudhoffs Archiv. Band 73, Nr. 2, 1989, S. 208–215, JSTOR:20777240. und Zur Geschichte der Raumakustik im 20. Jahrhundert (1900-1970). In: Sudhoffs Archiv. Band 90, Nr. 1, 2006, S. 1–10, JSTOR:20778009.

| Personendaten    | Personendaten                           |
| ---------------- | --------------------------------------- |
| NAME             | Ullmann, Dieter                         |
| KURZBESCHREIBUNG | deutscher Physiker und Physikhistoriker |
| GEBURTSDATUM     | 12. Mai 1934                            |
| GEBURTSORT       | Apolda                                  |
| STERBEDATUM      | 4. Dezember 2022                        |
| STERBEORT        | Berlin                                  |